# Gaetano Kanizsa
Gaetano Kanizsa (ur. 18 sierpnia 1913 w Trieście, zm. 13 marca 1993 we Włoszech) – włoski psycholog i artysta, założyciel Instytutu Psychologii w Trieście.
Jego ojciec był Węgrem, a matka Słowenką. Uczęszczał do liceum klasycznego we Włoszech, następnie w 1938 roku napisał pracę dyplomową nt. pamięci ejdetycznej i uzyskał stopień akademicki laurea na Uniwersytecie w Padwie. W 1947 roku został asystentem na Uniwersytecie we Florencji. Sześć lat później powrócił do Triestu, by tam pracować jako profesor przez następne 30 lat. Przeszedł na emeryturę w 1988 roku, lecz badania naukowe kontynuował aż do śmierci.
Kanizsa stał się sławny w latach .70 po opublikowaniu pracy o konturach iluzorycznych w Scientific American w 1976 roku oraz książce Organization in Vision (1979).
Oprócz działalności naukowej, Kanizsa zajmował się także malarstwem.